# Shinsaku Takasugi
Shinsaku Takasugi (高杉晋作, 27 septembre 1839-17 mai 1867) est un samouraï originaire du domaine de Chōshū qui joua un rôle important dans la restauration de Meiji.
Il utilisa le nom d'Umenosuke Tani (谷梅之助) pour cacher ses activités clandestines au shogunat Tokugawa.

## Premières années
Shinsaku Takasugi est né à Hagi, la capitale du domaine de Chōshū (aujourd'hui préfecture de Yamaguchi) le 27 septembre 1839. Son père est Kochuta Takasugi, un samouraï de rang moyen.
Shinsaku rejoint les rangs de la Shoka sonjuku (ja) , la célèbre école privée de Yoshida Shōin. Il se consacre à la modernisation de l'armée de Chōshū, et devient le favori de Yoshida. En 1858, il entre dans la Shoheiko (une école militaire sous le contrôle direct du shogun à Edo), mais en 1859, il revient chez lui à la demande de son clan. Malgré son jeune âge, il acquiert de l'influence à Chōshū, où il promeut une politique extrême défendant l'isolement du Japon et encourage l'expulsion des étrangers (Sonnō jōi). Il participe à l'attaque du 12 décembre 1862 sur la délégation britannique à Edo.

## Voyage en Chine
Malgré la politique nationale d'isolement pendant la période Edo, en 1862, sur ordre du clan, Shinsaku Takasugi voyage secrètement jusqu'à Shanghai en Chine pour étudier la situation de l'époque et la puissance des pays occidentaux. Sa visite coïncide avec la révolte des Taiping, et il est choqué par les effets de l'impérialisme européen sur l'empire chinois. Il retourne au Japon convaincu que son pays doit se renforcer pour éviter d'être colonisé par l'Occident, sous peine connaître un destin semblable à celui de la Chine. Avec l'émergence du mouvement du Sonnō jōi (« Révérez l’empereur, expulsez les barbares »), qui attire certains membres radicaux de la classe guerrière et de la noblesse du Japon, les idées de Shinsaku Takasugi trouvent un écho à Chōshū et dans d'autres régions du Japon.

## Formation de la Shotai et de la Kiheitai

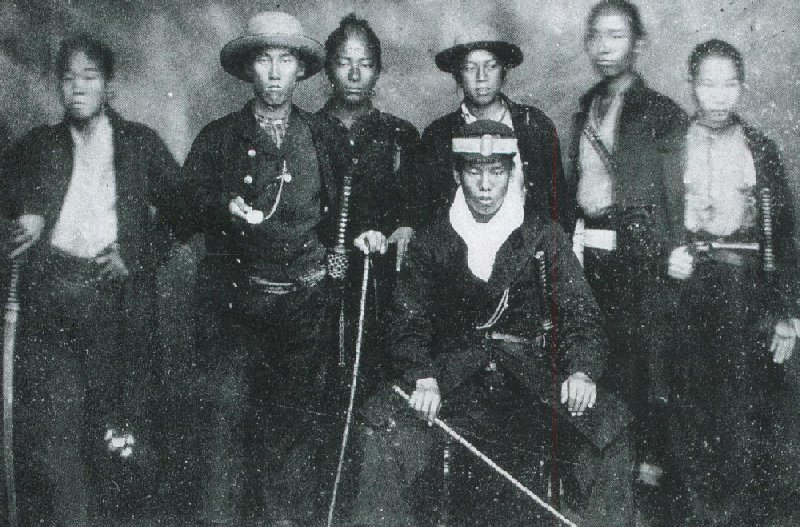
Shinsaku Takasugi est le fondateur la Kiheitai de Chōshū, milice qui combattit le Bakufu pendant la seconde expédition de Chōshū lors de la guerre du Boshin.

Shinsaku Takasugi est à l'origine de l'idée révolutionnaire d'une milice irrégulière auxiliaire (Shotai). Dans le cadre du système féodal, la classe des samouraïs était autorisée à posséder des armes. Takasugi favorise le recrutement d'hommes du peuple, créant ainsi des milices paramilitaires socialement mixtes. Dans ces unités, ni le recrutement ni la promotion ne dépendaient en théorie du statut social. Des agriculteurs, des commerçants, des charpentiers et même des lutteurs de sumo et des prêtres bouddhistes sont enrôlés, bien que les samouraïs forment toujours la majorité de la Shotai. Takasugi voit clairement que l'utilisation des richesses financières des commerçants et des paysans de classe moyenne peuvent augmenter la force militaire du domaine, sans affaiblir ses finances. Puisque les chefs de Chōshū ne peuvent ni ne veulent modifier la structure sociale du domaine, l'utilisation limitée de paysans et d'hommes du peuple permet de former un nouveau type de militaires sans déranger la société traditionnelle.
En 1863, Shinsaku Takasugi en personne fonde une unité spéciale de la Shotai placée sous son commandement direct appelée la Kiheitai, qui est composée de 300 soldats (dont la moitié sont samouraïs). Cependant, en raison de la propagation de l'idéologie du Sonnō jōi, il est emprisonné par les autorités du domaine après un coup d'État contre ces dernières à Kyoto en 1863, qui menace de compromettre le rôle important de Chōshū dans la politique nationale.

## Crise externes et internes
Cependant, le domaine n'a bientôt plus d'autre choix que de faire appel à Shinsaku Takasugi. Après que Chōshū a ouvert le feu sur des navires de guerre occidentaux dans le détroit de Shimonoseki le 25 juin 1863, les Anglais, les Français, les Néerlandais et les Américains bombardent l'été suivant Shimonoseki, le port principal du domaine de Chōshū, ce qui sera plus tard appelé le bombardement de Shimonoseki et précède le débarquement de soldats français. Le combat démontre l'infériorité des troupes traditionnelles japonaises contre les armées occidentales, et convainc les chefs du domaine de la nécessité absolue d'une réforme militaire complète. L'administration de Chōshū invite Takasugi à effectuer cette réforme en tant que « directeur des affaires militaires ». Il est aussi chargé — à seulement 25 ans — de négocier la paix avec les quatre puissances occidentales.
En raison de l'humiliation des forces de Chōshū par les Occidentaux, Takasugi réalise que la confrontation directe avec les étrangers n'est pas une option. Au lieu de cela, le Japon doit apprendre les tactiques, les techniques et les technologies militaires de l'Occident. Takasugi équipe sa milice Kiheitai avec les derniers fusils modernes, et introduit une formation sur les stratégies et les tactiques occidentales. En outre, Takasugi use son influence sur le mouvement Sonnō jōi pour promouvoir une politique conciliante avec l'Occident. Ainsi, le mouvement nationaliste se transforme en un mouvement anti-Bakufu dont l'objectif est de renverser le régime de Tokugawa pour renforcer le Japon contre les étrangers.
Affaibli par l'attaque punitive des puissances occidentales, Chōshū ne peut pas résister à une expédition montée par le Bakufu en automne 1864 en représailles à des tentatives précédentes de Chōshū de s'emparer de Kyoto. Dans un premier temps, les forces conservatrices, qui favorisent la conciliation avec le Bakufu pour préserver la sécurité du domaine, dominent le gouvernement de Chōshū, et Takasugi et certains de ses compatriotes doivent quitter le domaine pour éviter la prison. Avec une douzaine de disciples, dont les futurs chefs politiques que seront Aritomo Yamagata, Hirobumi Itō et Kaoru Inoue, il se réfugie à Kokura sur l'île de Kyūshū et prépare une attaque sur les forces conservatrices de Chōshū. La guerre civile de Chōshū commence le 13 janvier 1865.
Shinsaku Takasugi joue un rôle important dans cette guerre civile et sa milice Kiheitai prouve sa supériorité sur les forces samouraïs rendues obsolètes. Après une série de victoires rapides et grâce à l'appui de Takayoshi Kido, il remporte la guerre civile en mars 1865. Il devient l'un des personnages principaux de la politique du domaine de Chōshū et continue à tenir un rôle d'expert en science militaire occidentale, consacrant ses efforts à importer des armes et à lever des troupes. Ces réformes font la preuve de leur efficacité quand Chōshū est victorieux sur quatre fronts lors de la seconde expédition de Chōshū menée par le Bakufu en 1866. À elle seule, la Kiheitai remporte la victoire sur deux des quatre fronts. Les efforts de Takasugi créent une petite « nation en armes », donnant à Chōshū une puissance militaire relativement grande pour sa petite taille. Cette défaite fragilise grandement la position du Bakufu. Des domaines historiquement rivaux s'allient à Chōshū dans les batailles suivantes qui se concluent par la restauration de Meiji et la fin du régime des Tokugawa.

## Mort
Shinsaku Takasugi n'a pas vécu assez pour voir ce succès. Il meurt de la tuberculose le 17 mai 1867, à seulement 28 ans. Sa Kiheitai est reprise par son protégé Aritomo Yamagata. Un an plus tard, le rêve de Takasugi de renverser le shogunat Tokugawa est accompli avec la restauration de Meiji. La Kiheitai est dissoute début 1870 après la création de l'Armée impériale japonaise.

## Mémoire
Shinsaku Takasugi est une personnalité importante du début de la restauration de Meiji, connue aussi bien pour ses talents militaires que pour ses compétences politiques. Cependant, en mourant à 28 ans, Takasugi ne peut devenir l'un des chefs du Japon de l'ère Meiji. Dans sa ville natale — Hagi, dans l'ouest du Japon — il a laissé le souvenir d'un héros mystique et énergique, qui déploie tous ses efforts pour ouvrir la voie à la modernisation, à l'occidentalisation et aux réformes, non seulement dans les domaines militaires mais aussi dans les domaines politiques et sociaux.

### Shinsaku Takasugi dans la fiction
- Shinsaku Takasugi est un personnage secondaire de l'OVA de Kenshin le vagabond, Confiance et trahison. Il est l'un des alliés du personnage principal dans le clan Chōshū et est déjà dans les dernières phases de sa maladie. Son seiyu est Wataru Takagi.
- Il est l'inspiration de Shinsuke Takasugi, un des principaux méchants de la série Gintama.

- Il apparaît aussi comme ennemi principal du shinsen gumi dans le manga Chiruran
- Il est un des personnages de soutien principaux et une potentielle romance dans Rise of the ronin. Sa fin historique peut par ailleurs y être évitée selon les actions du joueur.

## Source de la traduction
- (en) Cet article est partiellement ou en totalité issu de l’article de Wikipédia en anglais intitulé « Takasugi Shinsaku » (voir la liste des auteurs).